# Eritrea világörökségi helyszínei
Eritrea területéről eddig egy helyszín került fel a világörökségi listára, egy másik helyszín a javaslati listán várakozik felvételre.
| | Aszmara történelmi negyede és modern épületei |
| 2017 |                                               |
| Kulturális (II)(IV) |                                               |
| Védett terület:481 ha, puffer zóna: 1203 ha, hivatkozás: 1550 |                                               |
| Aszmara, Eritrea fővárosa 2000 méter tengerszint feletti magasságban fekszik. A település az 1890-es években indult fejlődésnek az olasz gyarmatosítók egyik előretolt helyőrségeként. 1935 után Aszmarában nagyarányú építési programokat indítottak amelynek során a kormányzati épületeket, lakóházakat, kereskedelmi központokat, templomokat, mecseteket, zsinagógákat, mozikat, szállodákat emeltek modern itáliai építészeti stílusban. A világörökségi helyszínhez a városépítés különböző szakaszaiban 1893 és 1941 között épített objektumok, valamint a helyiek által létrehozott, átfogó tervezés nélkül felépített negyedek (Arbate Ashmera, és Abbashawel) tartoznak. A helyszín kiemelkedő példája a 20. század elején meginduló afrikai, korai modern városépítészetnek. |                                               |

## Elhelyezkedése
| Aszmara |